# La mia morte ti ucciderà
La mia morte ti ucciderà (Web of Deception) è un film per la televisione statunitense del 1994 diretto da Richard A. Colla.

## Trama
Il dottor Phillip Benesch, famoso psichiatra, viene coinvolto in una morbosa relazione con Corrie Calvin, anche se l'uomo abbia promesso alla moglie Ellen di salvare il loro matrimonio. Ma, Phillip si trova trascinato nella storia che rischia di rovinare tutto, e Corrie progetta il suo suicidio per incolpare il dottore.